# 와이아우강

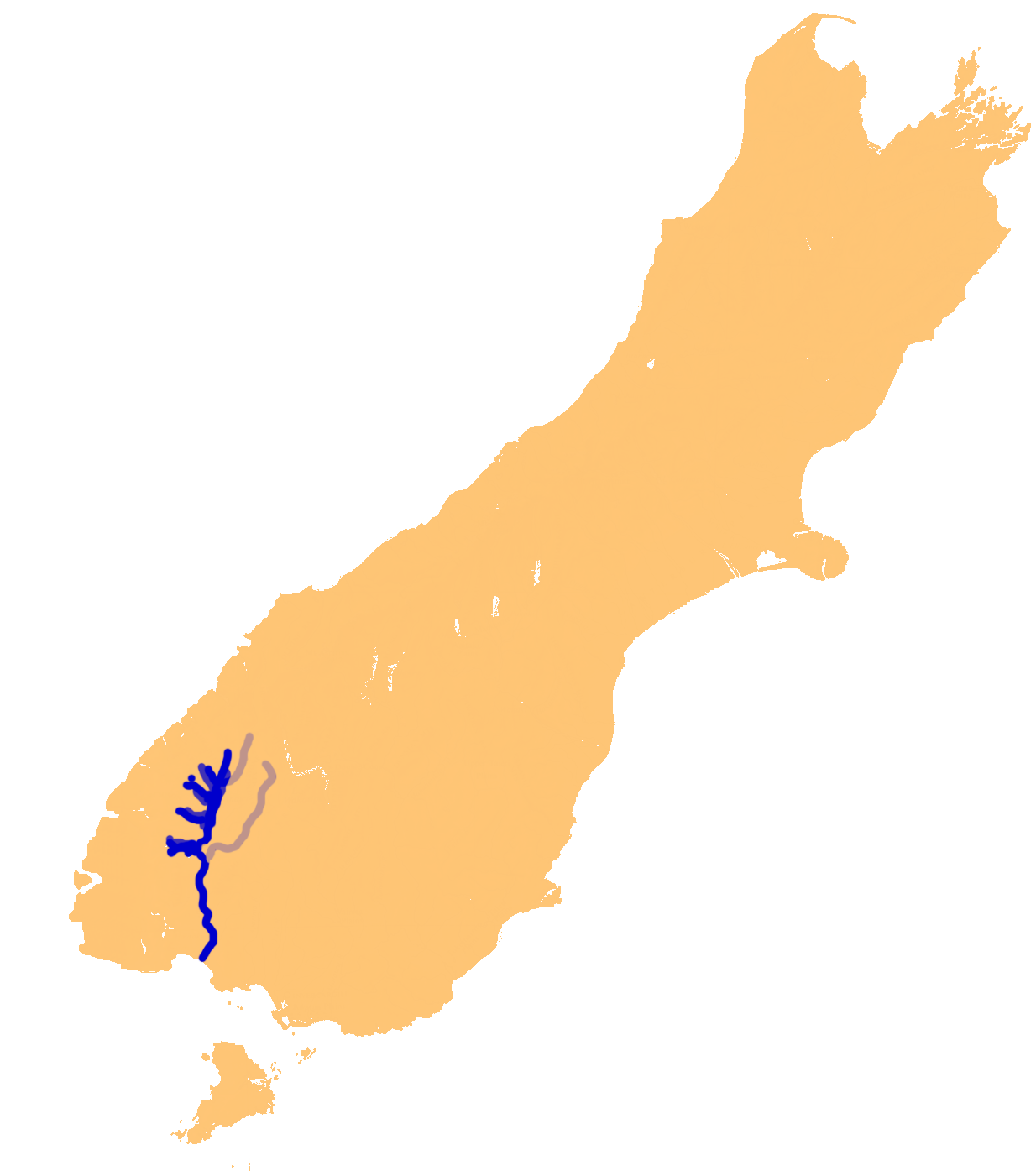
와이아우강의 위치

와이아우강(Waiau River)은 뉴질랜드 남섬에서 가장 큰 강이다. 테아나우 호수에서 흘러나와서 마나포우리 호수로 10 km에 걸쳐서 흘러들어가며, 그곳에서 남쪽으로 70 km를 흘러 투아타페레 남쪽 8 km에 있는 포보 해협에 도달할 때까지 흘러간다. 이 강은 또한 모노와이 호수에서도 물이 흘러들어온다.
마나포우리 호수와 테아나우 호수 중간의 와이아우강 상류는 《반지의 제왕》 1편 끝에서 본 소설같은 안두인 강으로 겹쳐진다. 강둑을 따라 우루크 하이가 친구들을 쫓아가는 장면이다. 그 지역 아래로 2 km 뻗은 밸룬 룹이라고 강은 뉴질랜드 영화제작자 피터 잭슨을 기리기 위해 안두인 리치라고 이름을 제안했지만, 뉴질랜드 지리위원회는 2009년 4월 그 명칭을 거부했다.

## 식생

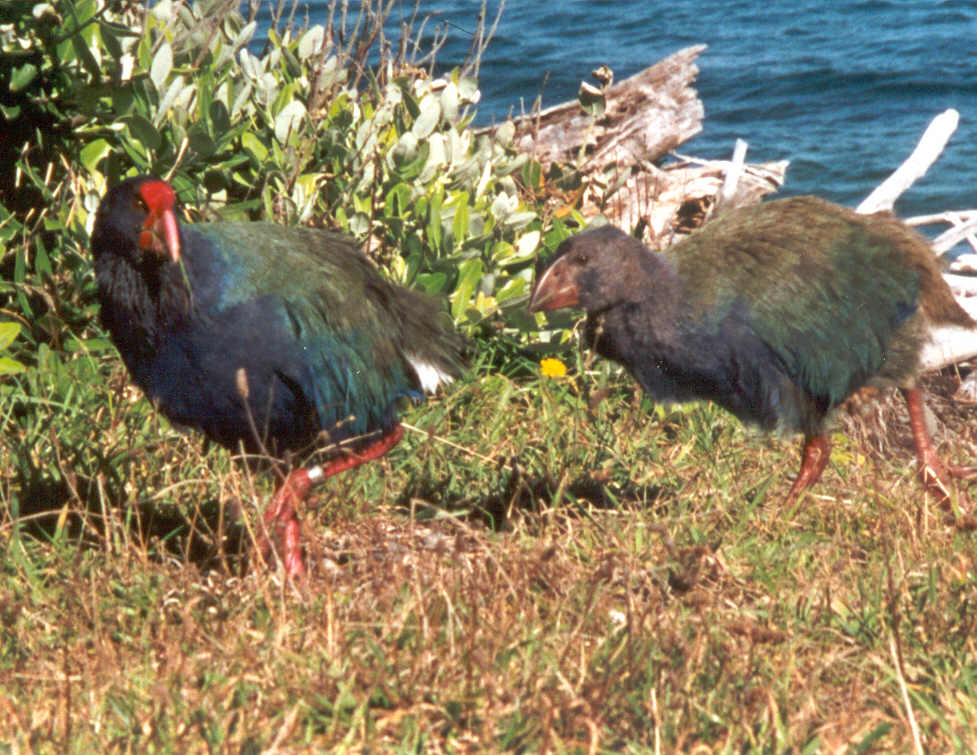
멸종 위기 종인 테카헤

와이아우강의 주변의 숲이 울창한 분지에는 다양한 종류의 식생을 이룬다. 대부분의 피오르드랜드 국립공원에 있는 관목류는 크라운 이끼, 벨크레넘 고사리와 같은 수많은 양치류를 포함한다.
테아나우 호수 주변과 와이아우강 상류에는 멸종위기종인 여러 종류의 새가 살고있으며, 가장 대표적인 것이 〈타카헤〉이다. 머치슨 산맥이라고 불리는 피오르 중간, 남쪽 지역에는 이러한 새를 보호하기 위한 야생 동물 보호 구역이 있다. 테아나우 호수의 서쪽 호반에는 테아나우 동굴이 있고, 그곳에서 테아나우 호수라는 이름이 유래되었다.

## 같이 보기
- 반지의 제왕

## 갤러리

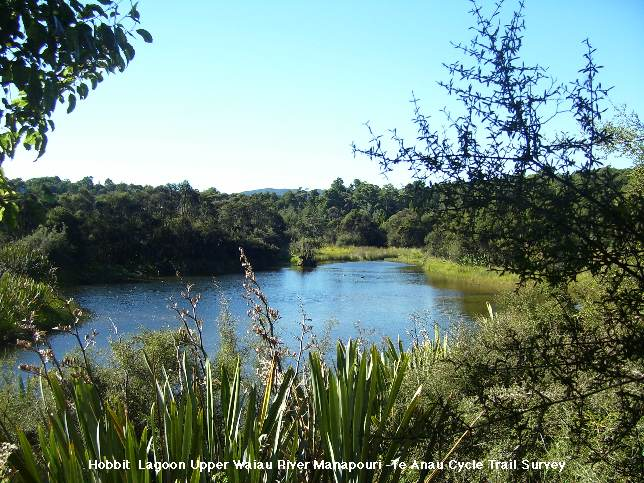
와이아우강 상류의 호빗 라군
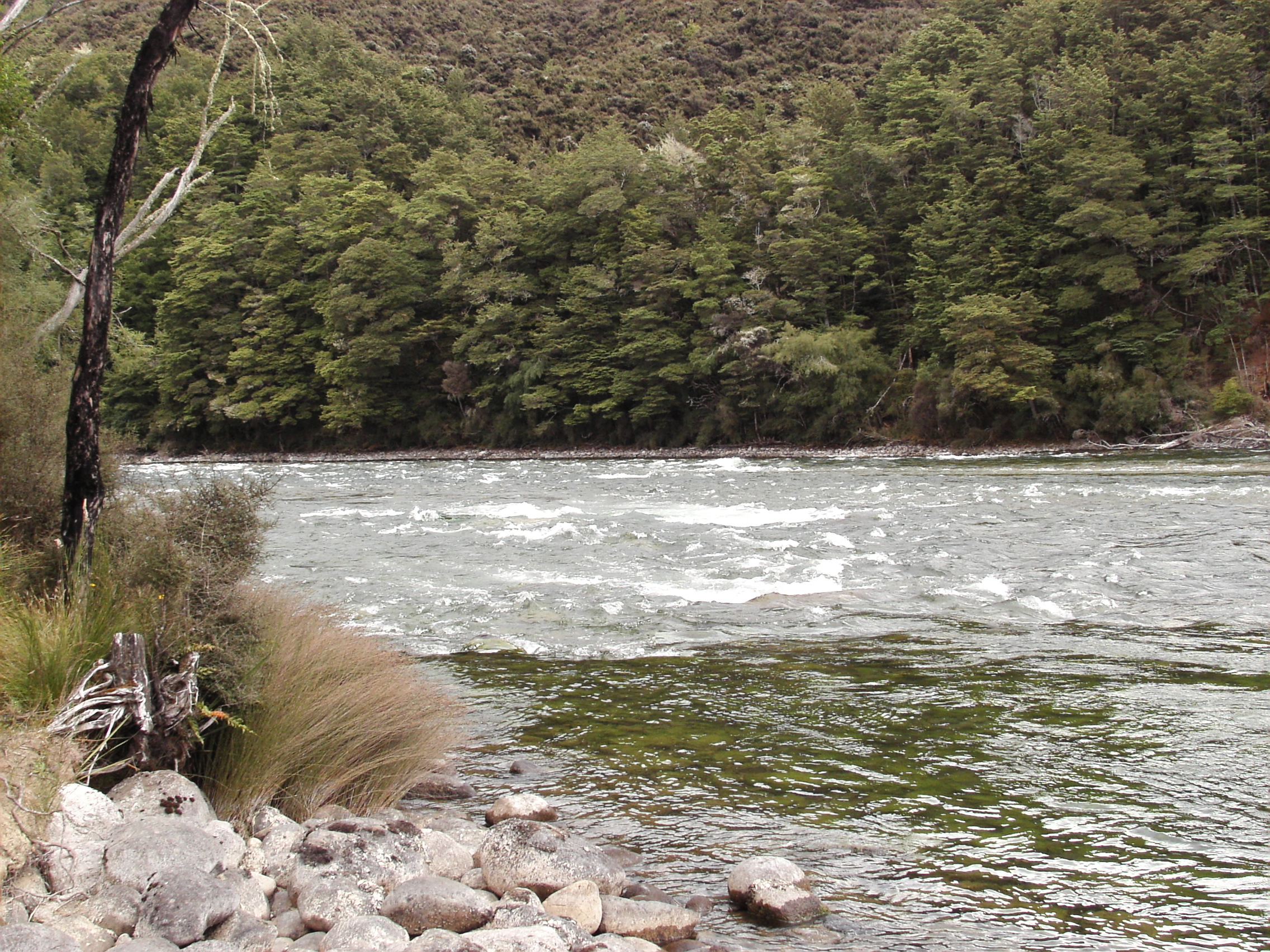
와이아우강의 여울